# Ипсилон Ориона
Ипсилон Ориона (υ Ориона, Upsilon Orionis, υ Orionis, сокращ. ups Ori, υ Ori) — звезда в экваториальном созвездии Ориона, расположенная к югу от Йоты Ориона. Ипсилон Ориона имеет видимую звёздную величину +4.618m, и, согласно шкале Бортля, видна невооружённым глазом даже на городском небе (англ. City sky).
Из измерений параллакса, полученных во время миссии Hipparcos, известно, что звезда удалена примерно на 2900 св. лет (900 пк) от Земли. Звезда наблюдается южнее 83° c. ш., то есть видна практически на всей территории обитаемой Земли, за исключением полярных областей Арктики. Лучшее время для наблюдения — декабрь.
Ипсилон Ориона движется весьма быстро относительно Солнца: её радиальная гелиоцентрическая скорость практически равна 17 км/с, что почти в 2 раза больше скорости местных звёзд Галактического диска, а также это значит, что звезда удаляется от Солнца. По небосводу звезда движется на юго-запад.

## Имя звезды
Ипсилон Ориона (латинизированный вариант лат. Upsilon Orionis) является обозначением Байера, данным им звезде в 1603 году. Звезда имеет обозначение υ (ипсилон — 20-я буква греческого алфавита), однако, сама звезда — 33-я по яркости в созвездии. Ипсилон Ориона — одна из двух звезд (другая — 29 Ориона), отмечающая вершину правого сапога Ориона в Уранометрии Иоганна Байера (1603). 36 Ориона (латинизированный вариант лат. 36 Orionis) является обозначением Флемстида. Её собственное имя — Тхабит, происходит от арабское слово Al Thabit: «терпеливый». В своих «Звёздных именах и их значениях» (1899) американский натуралист-любитель Ричард Хинкли Аллен отметил, что это имя появилось в звездном атласе «География небес» (англ. Geography of the Heavens), составленном Элайджей Хинсдейлом Бурриттом.
В 2016 году Международный астрономический союз организовал Рабочую группу при МАС по звездным именам (WGSN) для каталогизации и стандартизации имен собственных звёзд. Однако, в списке название «Thabit» отсутствует, также отсутствует любое другое название для Ипсилон Ориона.

## Свойства звезды
Ипсилон Ориона — карлик спектрального класса O9.7V, что указывает на то, что водород в ядре звезды ещё служит ядерным «топливом», то есть звезда находится на главной последовательности. Однако с 1943 года эта звезда последовательно определялась как звезда главной последовательности спектрального класса B0, используемая в качестве эталона для классификации спектров других звёзд по шкале МК, хотя в других исследованиях она была классифицирована как O9V и O9.5V. Спектроскопический обзор O-звёзд в галактике (англ. GOSSS — Galactic O-Star Spectroscopic Survey) определил звезду как стандартную свечу для спектрального типа O9.7 V. Обзор фотометрии звёзд O и B класса, проведенный в 1979 году, показал, что звезда находится на расстоянии около 1666 св. лет, то есть расстояние до звезды было занижено почти в 2 раза. Радиус звезды тогда был оценён в 7,2 {\displaystyle R_{\bigodot }}, а её светимость в 60 000 {\displaystyle L_{\bigodot }} раз больше, чем у Солнца. Температура поверхности звезды тогда оценивалась 34 347 К, и масса в 20 раз больше, чем у Солнца.
Звезда излучает энергию со своей внешней атмосферы при эффективной температуре около 33 400 К, что придаёт ей характерный голубой цвет звезды спектрального класса O.
Масса звезды напрямую не оценена, однако зная её температуру массу звезды можно оценить в 19 {\displaystyle M_{\bigodot }} и она находится у нижнего предела масс звёзд спектрального класса O, который равен 15 {\displaystyle M_{\bigodot }}. В связи с высокой светимостью звезды её радиус может быть измерен непосредственно, и первая такая попытка была сделана в 1967 году. Данные об этом измерении приведены в таблице:
| Год  | m    | Спектр | D (mas) | Rабс ({\displaystyle R_{\bigodot }}) | Комм.  |
| 1967 | 4.62 | O9V    | 0. 13   | 7.2                                  | [ 19 ] |

На таком расстоянии её абсолютный радиус был оценён в 7,2 {\displaystyle R_{\bigodot }}, что как мы знаем сегодня составляет 70 % от обычного для радиуса звезды спектрального класса O. Однко, звезда имеет поверхностную гравитацию 4,3 ± 0,05 СГС или 200 м/с2, то есть на 35 % меньше, чем на Солнце (274,0 м/с2), а комбинация поверхностной гравитации м массы даёт оценку радиуса звезды в 5 {\displaystyle R_{\bigodot }}, что может объяснятся тем, что звезда лежит на границе классов O и B.
Светимость звезды сейчас оценивается 28 500 {\displaystyle L_{\bigodot }}, что немного для звезды спектрального класса O и находится у нижней границы оценки светимости звёзд спектрального класса O. Если бы Ипсилон Ориона находилась бы на месте Поллукса, то есть на расстоянии порядка 10 пк, то она бы светила яркостью −5,15m, то есть с яркостью примерно в 1,5 Венеры (в максимуме). Ипсилон Ориона вращается со скоростью в 10 раз выше солнечной и равной 20 км/с, что даёт период вращения звезды — 13 дней.
Возраст звезды Ипсилон Ориона точно не определён, но известно, что звёзды с массой 5 {\displaystyle M_{\bigodot }} живут на главной последовательности порядка 100 млн. лет и это значит, что очень скоро Ипсилон Ориона станет красным гигантом, а затем, сбросив внешние оболочки, станет довольно массивным белым карликом.
В 1981 года у Ипсилон Ориона наблюдалась нерадиальная пульсация в течение периода около 12 часов, и тогда она была классифицирована как медленно пульсирующая звезда спектрального класса B. Последующий обзор данных каталога Hipparcos показал, что это, скорее всего, переменная типа β Цефея, и, следовательно, считается кандидатом в переменные этого класса. Это сине-белые звезды главной последовательности примерно в 10-20 раз больше массы Солнца, которые пульсируют с периодами от 0,1 до 0,3 дня; их изменения в величине гораздо более выражены в ультрафиолете, чем в видимом свете. Американская ассоциация наблюдателей переменных звёзд классифицирует звезду как переменную типа β Цефея, имеющую видимую звёздную величину +4,62m.
Ипсилон Ориона принадлежит к ассоциации OB1 Ориона и она считается (на 1981 год) одной из самых массивных звезд ассоциации (а более конкретно в Мече Ориона).